# Qualificazioni al campionato mondiale femminile under 20 di pallavolo 2015
Le qualificazioni al campionato mondiale femminile under 20 di pallavolo 2015 si sono svolte dall'8 gennaio al 17 maggio 2015: al torneo hanno partecipato ventidue squadre nazionali under 20 europee e undici di queste si sono qualificate per il campionato mondiale femminile under 20 di pallavolo 2015.

## Regolamento
Oltre a Cipro, nazionale ospitante, i posti a disposizione per il Campionato mondiale femminile under 20 di pallavolo 2015 sono stati assegnati dalla FIVB nella misura di due nazionali per ogni confederazione. Le squadre europee hanno disputato un torneo di qualificazione, mentre le squadre africane, asiatiche ed oceaniane, nordamericane e sudamericane si sono qualificate tramite rispettivi campionati continentali. Gli ultimi cinque posti sono stati assegnati alle prime cinque nazionali del FIVB World Rankings escluse dalle qualificazioni.
Il torneo di qualificazione europeo si è svolto con due fasi a gironi con la formula del girone all'italiana: le prime due classificate dei gironi della prima fase hanno acceduto alla seconda fase, alla quale erano già qualificate Serbia e Selezioni giovanili della nazionale femminile di pallavolo della Slovenia#Under 20, finaliste del campionato europeo juniores 2014; le prime classificate dei due gironi della seconda fase si sono qualificate per il campionato mondiale femminile under 20 di pallavolo 2015.

## Squadre partecipanti
- Austria
- Bulgaria
- Croazia
- Danimarca
- Estonia
- Finlandia
- Francia
- Germania
- Grecia
- Israele
- Italia
- Lettonia
- Norvegia
- Paesi Bassi
- Polonia
- Rep. Ceca
- Romania
- Russia
- Serbia
- Slovenia
- Turchia

## Torneo

### Prima fase
| Girone A  | Girone B | Girone C | Girone D    | Girone E  |
| --------- | -------- | -------- | ----------- | --------- |
| Finlandia | Croazia  | Germania | Belgio      | Austria   |
| Francia   | Estonia  | Israele  | Lettonia    | Bulgaria  |
| Italia    | Grecia   | Romania  | Paesi Bassi | Danimarca |
| Norvegia  | Turchia  | Russia   | Polonia     | Rep. Ceca |

#### Girone A

##### Risultati
| 9 gennaio 2015 Centro Sportivo Pavesi, Milano Durata: 1h:07 - Spettatori: 150    | Norvegia  | 0 - 3 | Francia   | 12-25, 8-25, 16-25                |
| 9 gennaio 2015 Centro Sportivo Pavesi, Milano Durata: 1h:11 - Spettatori: 400    | Italia    | 3 - 0 | Finlandia | 25-13, 25-18, 25-20               |
| 10 gennaio 2015 Centro Sportivo Pavesi, Milano Durata: 1h:28 - Spettatori: 200   | Francia   | 3 - 0 | Finlandia | 25-16, 32-30, 25-21               |
| 10 gennaio 2015 Centro Sportivo Pavesi, Milano Durata: 0h:53 - Spettatori: 700   | Norvegia  | 0 - 3 | Italia    | 12-25, 6-25, 10-25                |
| 11 gennaio 2015 Centro Sportivo Pavesi, Milano Durata: 1h:02 - Spettatori: 200   | Finlandia | 3 - 0 | Norvegia  | 25-9, 25-18, 25-12                |
| 11 gennaio 2015 Centro Sportivo Pavesi, Milano Durata: 1h:55 - Spettatori: 1 000 | Francia   | 2 - 3 | Italia    | 25-22, 25-14, 17-25, 14-25, 12-15 |

##### Classifica
| Pos | Squadra   | Pt | G | V | P | SV | SP | Ratio | PF  | PS  | Ratio |
| --- | --------- | -- | - | - | - | -- | -- | ----- | --- | --- | ----- |
| 1   | Italia    | 8  | 3 | 3 | 0 | 9  | 2  | 4.500 | 251 | 172 | 1.459 |
| 2   | Francia   | 7  | 3 | 2 | 1 | 8  | 3  | 2.667 | 250 | 204 | 1.226 |
| 3   | Finlandia | 3  | 3 | 1 | 2 | 3  | 6  | 0.500 | 193 | 196 | 0.985 |
| 4   | Norvegia  | 0  | 3 | 0 | 3 | 0  | 9  | 0.000 | 103 | 225 | 0.458 |

#### Girone B

##### Risultati
| 9 gennaio 2015 Audentes Sports Hall, Tallinn Durata: 2h:14 - Spettatori: 70   | Grecia  | 2 - 3 | Croazia | 27-25, 26-24, 21-25, 17-25, 12-15 |
| 9 gennaio 2015 Audentes Sports Hall, Tallinn Durata: 1h:14 - Spettatori: 150  | Estonia | 0 - 3 | Turchia | 18-25, 17-25, 14-25               |
| 10 gennaio 2015 Audentes Sports Hall, Tallinn Durata: 1h:54 - Spettatori: 60  | Croazia | 1 - 3 | Turchia | 20-25, 25-22, 17-25, 16-25        |
| 10 gennaio 2015 Audentes Sports Hall, Tallinn Durata: 1h:45 - Spettatori: 200 | Grecia  | 3 - 1 | Estonia | 21-25, 25-15, 29-27, 25-21        |
| 11 gennaio 2015 Audentes Sports Hall, Tallinn Durata: 2h:15 - Spettatori: 80  | Turchia | 2 - 3 | Grecia  | 23-25, 26-24, 18-25, 26-24, 14-16 |
| 11 gennaio 2015 Audentes Sports Hall, Tallinn Durata: 1h:19 - Spettatori: 100 | Croazia | 3 - 0 | Estonia | 25-19, 25-14, 26-24               |

##### Classifica
| Pos | Squadra | Pt | G | V | P | SV | SP | Ratio | PF  | PS  | Ratio |
| --- | ------- | -- | - | - | - | -- | -- | ----- | --- | --- | ----- |
| 1   | Turchia | 7  | 3 | 2 | 1 | 8  | 4  | 2.000 | 279 | 241 | 1.158 |
| 2   | Grecia  | 6  | 3 | 2 | 1 | 8  | 6  | 1.333 | 317 | 309 | 1.026 |
| 3   | Croazia | 5  | 3 | 2 | 1 | 7  | 5  | 1.400 | 268 | 257 | 1.043 |
| 4   | Estonia | 0  | 3 | 0 | 3 | 1  | 9  | 0.111 | 194 | 251 | 0.773 |

#### Girone C

##### Risultati
| 9 gennaio 2015 Rapid Hall, Bucarest Durata: 1h:40 - Spettatori: 200  | Israele  | 1 - 3 | Germania | 14-25, 19-25, 25-23, 19-25 |
| 9 gennaio 2015 Rapid Hall, Bucarest Durata: 1h:33 - Spettatori: 700  | Romania  | 1 - 3 | Russia   | 26-24, 12-25, 9-25, 21-25  |
| 10 gennaio 2015 Rapid Hall, Bucarest Durata: 1h:14 - Spettatori: 250 | Germania | 0 - 3 | Russia   | 13-25, 20-25, 18-25        |
| 10 gennaio 2015 Rapid Hall, Bucarest Durata: 1h:23 - Spettatori: 750 | Israele  | 3 - 0 | Romania  | 25-23, 25-22, 25-20        |
| 11 gennaio 2015 Rapid Hall, Bucarest Durata: 1h:03 - Spettatori: 200 | Russia   | 3 - 0 | Israele  | 25-11, 25-12, 25-12        |
| 11 gennaio 2015 Rapid Hall, Bucarest Durata: 1h:18 - Spettatori: 500 | Germania | 3 - 0 | Romania  | 25-15, 28-26, 25-15        |

##### Classifica
| Pos | Squadra  | Pt | G | V | P | SV | SP | Ratio | PF  | PS  | Ratio |
| --- | -------- | -- | - | - | - | -- | -- | ----- | --- | --- | ----- |
| 1   | Russia   | 9  | 3 | 3 | 0 | 9  | 1  | 9.000 | 249 | 154 | 1.617 |
| 2   | Germania | 6  | 3 | 2 | 1 | 6  | 4  | 1.500 | 227 | 208 | 1.091 |
| 3   | Israele  | 3  | 3 | 1 | 2 | 4  | 6  | 0.667 | 187 | 238 | 0.786 |
| 4   | Romania  | 0  | 3 | 0 | 3 | 1  | 9  | 0.111 | 189 | 252 | 0.750 |

#### Girone D

##### Risultati
| 9 gennaio 2015 Centralny Osrodek Sportu, Szczyrk Durata: 1h:08 - Spettatori: 120  | Belgio      | 3 - 0 | Lettonia    | 25-14, 25-20, 25-19 |
| 9 gennaio 2015 Centralny Osrodek Sportu, Szczyrk Durata: 1h:18 - Spettatori: 240  | Paesi Bassi | 0 - 3 | Polonia     | 23-25, 14-25, 18-25 |
| 10 gennaio 2015 Centralny Osrodek Sportu, Szczyrk Durata: 1h:04 - Spettatori: 280 | Lettonia    | 0 - 3 | Polonia     | 12-25, 20-25, 11-25 |
| 10 gennaio 2015 Centralny Osrodek Sportu, Szczyrk Durata: 1h:09 - Spettatori: 75  | Belgio      | 3 - 0 | Paesi Bassi | 25-19, 25-14, 25-15 |
| 11 gennaio 2015 Centralny Osrodek Sportu, Szczyrk Durata: 1h:17 - Spettatori: 200 | Polonia     | 3 - 0 | Belgio      | 26-24, 25-19, 25-14 |
| 11 gennaio 2015 Centralny Osrodek Sportu, Szczyrk Durata: 1h:21 - Spettatori: 70  | Lettonia    | 3 - 0 | Paesi Bassi | 25-16, 26-24, 30-28 |

##### Classifica
| Pos | Squadra     | Pt | G | V | P | SV | SP | Ratio | PF  | PS  | Ratio |
| --- | ----------- | -- | - | - | - | -- | -- | ----- | --- | --- | ----- |
| 1   | Polonia     | 9  | 3 | 3 | 0 | 9  | 0  | MAX   | 226 | 155 | 1.458 |
| 2   | Belgio      | 6  | 3 | 2 | 1 | 6  | 3  | 2.000 | 207 | 177 | 1.170 |
| 3   | Lettonia    | 3  | 3 | 1 | 2 | 3  | 6  | 0.500 | 177 | 218 | 0.812 |
| 4   | Paesi Bassi | 0  | 3 | 0 | 3 | 0  | 9  | 0.000 | 171 | 231 | 0.740 |

#### Girone E

##### Risultati
| 8 gennaio 2015 Sportovní hala SSK, Tišnov Durata: 2h:06 - Spettatori: 50   | Austria   | 2 - 3 | Bulgaria  | 25-15, 27-25, 23-25, 27-29, 8-15 |
| 8 gennaio 2015 Sportovní hala SSK, Tišnov Durata: 1h:17 - Spettatori: 400  | Rep. Ceca | 3 - 0 | Danimarca | 25-17, 29-27, 25-10              |
| 9 gennaio 2015 Sportovní hala SSK, Tišnov Durata: 1h:22 - Spettatori: 50   | Bulgaria  | 3 - 0 | Danimarca | 25-20, 25-20, 27-25              |
| 9 gennaio 2015 Sportovní hala SSK, Tišnov Durata: 1h:21 - Spettatori: 400  | Austria   | 0 - 3 | Rep. Ceca | 22-25, 19-25, 11-25              |
| 10 gennaio 2015 Sportovní hala SSK, Tišnov Durata: 1h:42 - Spettatori: 100 | Danimarca | 1 - 3 | Austria   | 11-25, 20-25, 25-22, 23-25       |
| 10 gennaio 2015 Sportovní hala SSK, Tišnov Durata: 1h:18 - Spettatori: 650 | Bulgaria  | 0 - 3 | Rep. Ceca | 19-25, 20-25, 23-25              |

##### Classifica
| Pos | Squadra   | Pt | G | V | P | SV | SP | Ratio | PF  | PS  | Ratio |
| --- | --------- | -- | - | - | - | -- | -- | ----- | --- | --- | ----- |
| 1   | Rep. Ceca | 9  | 3 | 3 | 0 | 9  | 0  | MAX   | 229 | 168 | 1.363 |
| 2   | Bulgaria  | 5  | 3 | 2 | 1 | 6  | 5  | 1.200 | 248 | 250 | 0.992 |
| 3   | Austria   | 4  | 3 | 1 | 2 | 5  | 7  | 0.714 | 259 | 263 | 0.985 |
| 4   | Danimarca | 0  | 3 | 0 | 3 | 1  | 9  | 0.111 | 198 | 253 | 0.783 |

### Seconda fase
| Girone A  | Girone B |
| --------- | -------- |
| Francia   | Italia   |
| Rep. Ceca | Polonia  |
| Serbia    | Russia   |
| Turchia   | Slovenia |

#### Girone F

##### Risultati
| 15 maggio 2015 Sportsko Poslovni Centar, Ruma Durata: 1h:41 - Spettatori: 80  | Rep. Ceca | 1 - 3 | Turchia   | 18-25, 25-23, 19-25, 12-25       |
| 15 maggio 2015 Sportsko Poslovni Centar, Ruma Durata: 2h:04 - Spettatori: 300 | Serbia    | 2 - 3 | Francia   | 17-25, 25-23, 25-21, 19-25, 8-15 |
| 16 maggio 2015 Sportsko Poslovni Centar, Ruma Durata: h: - Spettatori:        | Turchia   | 0 - 0 | Francia   |                                  |
| 16 maggio 2015 Sportsko Poslovni Centar, Ruma Durata: h: - Spettatori:        | Rep. Ceca | 0 - 0 | Serbia    |                                  |
| 17 maggio 2015 Sportsko Poslovni Centar, Ruma Durata: h: - Spettatori:        | Francia   | 0 - 0 | Rep. Ceca |                                  |
| 17 maggio 2015 Sportsko Poslovni Centar, Ruma Durata: h: - Spettatori:        | Turchia   | 0 - 0 | Serbia    |                                  |

##### Classifica
| Pos | Squadra   | Pt | G | V | P | SV | SP | Ratio | PF | PS | Ratio |
| --- | --------- | -- | - | - | - | -- | -- | ----- | -- | -- | ----- |
| 1   | Francia   | 0  | 0 | 0 | 0 | 0  | 0  | 0.000 | 0  | 0  | 0.000 |
| 2   | Rep. Ceca | 0  | 0 | 0 | 0 | 0  | 0  | 0.000 | 0  | 0  | 0.000 |
| 3   | Turchia   | 0  | 0 | 0 | 0 | 0  | 0  | 0.000 | 0  | 0  | 0.000 |
| 4   | Serbia    | 0  | 0 | 0 | 0 | 0  | 0  | 0.000 | 0  | 0  | 0.000 |

#### Girone G

##### Risultati
| 14 maggio 2015 Sport Hall Voleygrad, Anapa Durata: 1h:43 - Spettatori: 150 | Polonia  | 1 - 3 | Italia   | 25-27, 21-25, 26-24, 13-25 |
| 14 maggio 2015 Sport Hall Voleygrad, Anapa Durata: 1h:10 - Spettatori: 300 | Russia   | 3 - 0 | Slovenia | 25-16, 25-11, 25-15        |
| 15 maggio 2015 Sport Hall Voleygrad, Anapa Durata: 1h:41 - Spettatori: 30  | Italia   | 3 - 1 | Slovenia | 17-25, 26-24, 25-22, 25-19 |
| 15 maggio 2015 Sport Hall Voleygrad, Anapa Durata: 1h:54 - Spettatori: 250 | Polonia  | 1 - 3 | Russia   | 25-19, 21-25, 24-26, 15-25 |
| 16 maggio 2015 Sport Hall Voleygrad, Anapa Durata: h: - Spettatori:        | Slovenia | 0 - 0 | Polonia  |                            |
| 16 maggio 2015 Sport Hall Voleygrad, Anapa Durata: h: - Spettatori:        | Italia   | 0 - 0 | Russia   |                            |

##### Classifica
| Pos | Squadra  | Pt | G | V | P | SV | SP | Ratio | PF | PS | Ratio |
| --- | -------- | -- | - | - | - | -- | -- | ----- | -- | -- | ----- |
| 1   | Italia   | 0  | 0 | 0 | 0 | 0  | 0  | 0.000 | 0  | 0  | 0.000 |
| 2   | Polonia  | 0  | 0 | 0 | 0 | 0  | 0  | 0.000 | 0  | 0  | 0.000 |
| 3   | Russia   | 0  | 0 | 0 | 0 | 0  | 0  | 0.000 | 0  | 0  | 0.000 |
| 4   | Slovenia | 0  | 0 | 0 | 0 | 0  | 0  | 0.000 | 0  | 0  | 0.000 |

## Squadre qualificate
- 1ª classificata Girone F
- 1ª classificata Girone G